# Upper Arlington
Upper Arlington, förort till Columbus, Ohio. De flesta husen byggdes på 1940-talet. Den södra delen av Upper Arlington är lite kuperad men i den norra halvan är terrängen i princip helt platt. Förorten har en high school, Upper Arlington High School, två middle schools: Hastings Middle School, Jones Middle School samt fyra elementary schools.